# Новомичуринск
Новомичуринск (на руски: Новомичуринск) е град в Русия, разположен в Пронски район, Рязанска област. Населението на града към 1 януари 2018 година е 16 710 души.
Градът е разположен на река Проня (приток на Ока), на около 85 километра от град Рязан.

## История
Селището е основано през 1968 година, през 1981 година получава статут на град. Носи името на руския биолог Иван Мичурин, роден недалеч от него.